# قلعه کک‌ها
قلعهٔ کک‌ها یکی از قلعه‌های تاریخی استان فارس می‌باشد که در پیرامون شهر شیراز واقع شده‌است. قدمت این قلعه به سدهٔ ششم هجری می‌رسد و یکی از قلعه‌های اسماعیلیه محسوب می‌شود. قلعهٔ کک‌ها در درهٔ «تنگ‌سام» و در شرق دشت «رزم جاوید» قرار گرفته‌است.